# Leucauge beata
Leucauge beata là một loài nhện trong họ Tetragnathidae.
Loài này thuộc chi Leucauge. Leucauge beata được miêu tả năm 1901 bởi Pocock.